# Musée national Pouchkine
Le musée national Pouchkine (en russe : Всероссийский музей А. С. Пушкина) est un complexe de musées de la ville de Pouchkine, située sous la juridiction de Saint-Pétersbourg, consacré au poète Alexandre Pouchkine et à d'autres poètes russes (Gavrila Derjavine et Nikolaï Nekrassov). Il ne doit pas être confondu avec le musée situé à Moscou dont le nom est musée des Beaux-Arts Pouchkine.  

## Composition du complexe
Le complexe se compose d'une exposition de nature littéraire, historique et biographique intitulée A. S. Pouchkine. Vie et œuvre (Saint-Pétersbourg, quai de la Moïka, 12, premier et deuxième étage du corps principal) et de cinq autres musées commémoratifs situés dans des bâtiments dont l'architecture date des XVIIIe siècle et XIXe siècle et dont la liste est la suivante :
| Dénomination                                   | Adresse                                        | Date d'ouverture | Description des expositions | Photo |
| ---------------------------------------------- | ---------------------------------------------- | ---------------- | --- | ----- |
| Musée-appartement A. S. Pouchkine (Moïka , 12) | Moïka, 12 Saint-Pétersbourg                    | 1927             | Le musée a recrée l'appartement du poète Alexandre Pouchkine. Sont exposés des objets appartenant à sa famille, ses amis ses connaissances.    |       |
| Musée-lycée mémorial                           | Pouchkine, Rue Sadovaïa à Pouchkine (ville), 2 | 1974             | Le musée se situe dans le bâtiment du lycée de Tsarskoïe Selo et recrée l'environnement dans lequel étudiaient les jeunes lycéens              |       |
| Musée mémorial datcha de A. Pouchkine          | Pouchkine , Rue Pouchkine, 2/19                |                  | L'intérieur présente les pièces reconstituées où le poète Pouchkine travaillait .                                                              |       |
| Musée-Domaine G. R. Gavrila Derjavine          | Quai Fontanka, 118 Saint-Pétersbourg           | 2003             | Le musée est une maison de maître du XVIIIe siècle avec ses différents bâtiments consacré au poète et homme politique russe Gavrila Derjavine. |       |
| Musée appartement de Nikolaï Nekrassov         | Perspective Liteïny, 36 Saint-Pétersbourg      | 1946             | Musée consacré à la vie et l'œuvre du poète russe Nikolaï Nekrassov                                                                            |       |

## Histoire du musée
Le musée national Alexandre Pouchkine existe depuis 1879. La base de la collection du musée est celle du lycée impérial Alexandre où a été créé le premier musée Pouchkine en Russie.
En 1905, à l'initiative des académiciens Sergueï Oldenbourg, Nestor Kotlyarevsky et Boris Modzalevski est créé l'Institut russe de littérature plus connus sous le nom de Maison Pouchkine. Celle-ci a reçu des manuscrits du poète Pouchkine provenant de différentes collections sur l'histoire de la littérature russe jusque 1917. Rapidement la question de l'inclusion du musée Pouchkine au lycée impérial Alexandre pour former la Maison Pouchkine a été posée. Mais cette association n'a eu lieu qu'en 1917.  
En 1925, à la Maison Pouchkine, a été transféré le Musée-appartement A. S. Pouchkine, dernier appartement du poète à Moïka 12 et, en 1928, la collection parisienne du collectionneur Alexandre Oneguine (1845-1925).
En 1953, l'ensemble du complexe du musée a été attribué à l'institution indépendante du Musée national Pouchkine.
En 1992, le complexe du musée a été rebaptisé Musée A. S. Pouchkine. Un service d'audioguides est proposé au public. 
En 1997, par décret du président de la fédération de Russie, le musée national Pouchkine a été reconnu comme un musée particulièrement précieux du patrimoine culturel russe des peuples de Russie .